# Diplectrona metaqui
Diplectrona metaqui är en nattsländeart som beskrevs av Ross 1970. Diplectrona metaqui ingår i släktet Diplectrona och familjen ryssjenattsländor. Inga underarter finns listade i Catalogue of Life.